# Jemima Sumgong
Jemima Jelagat Sumgong (Kenia, 21 de diciembre de 1984) es una corredora de larga distancia keniana y campeona olímpica. Ha ganado las maratones de Londres, Róterdam y Las Vegas, además de finalizar en segundo lugar en Boston, Chicago y Nueva York. Su mejor marca personal es de 2:20:48. En los Juegos Olímpicos de Río de Janeiro 2016 obtuvo el oro en la maratón con un tiempo de 2:24:04 horas. Sumgong se convirtió en la primera mujer keniana en ganar ese evento desde que fue introducido al programa olímpico en 1984.

## Carrera
Proveniente del Distrito Nandi en Kenia, Sumgong comenzó a competir en 2004. En una de sus primeras carreras de élite, finalizó en el segundo lugar de la Media Maratón de Gotemburgo. Al año siguiente, ganó ls Ogden Newspapers Classic Half Marathon y el Maggie Valley Moonlight Run, pertenecientes al circuito estadounidense. En 2006, logró nuevas victorias, como el Get In Gear 10K en Minneapolis, el Cleveland 10K y el Wharf to Wharf 6-Miler. En julio, durante el Utica Boilermaker, realizó su mejor marca personal en los 15 kilómetros: 49:39 minutos y, en noviembre, corrió su mejor tiempo en la media maratón en Trinidad y Tobago, una carrera en Saint Augustine en 1:12:08 horas.
Su primera maratón fue la Maratón de Las Vegas en 2006. En su primer intento, alcanzó el primer lugar en un tiempo de 2:35:22 horas. Al siguiente año, finalizó tercera en el Azalea Trail Run. Realizó su debut en Europa en la Maratón de Fráncfort, donde mejoró su marca con 2:29:41 horas. Llegó en segundo lugar en la Maratón de San Diego, por detrás de Yulia Gromova, con 2:30:18 horas. En 2009, se enlistó en las Fuerzas Armadas Kenianas. Tomando un descanso del atletismo, se casó con Noah Talam, otro corredor de maratones keniano, y tuvo una hija en 2011. Regresó a las competiciones en la temporada de 2010, finalizando en segundo lugar en la Media Maratón de San Blas y quinta en la Media Maratón de Berlín y en la Maratón de San Diego. Tras el nacimiento de su hija, ganó la Maratón de Castellón en diciembre de 2011 con un tiempo de 2:28:32 horas, su mejor marca personal.
Finalizó en séptimo lugar en el Campeonato de Campo a través de Kenia a inicios de 2012. Tras finalizar en segundo lugar en la Maratón de Boston de 2012, dio positivo para prednisolona en una prueba antidopaje y se prohibió su participación en competiciones atléticas por dos años. No obstante, en septiembre de ese año, la IAAF la absolvió al determinar que la inyección que Sumgong recibió estaba permitida por las reglas del órgano gobernante del deporte. Posteriormente, alcanzó el tercer lugar en la Media Maratón de Filadelfia. En 2013, mejoró su marca personal en dos ocasiones. Primeramente, en la Maratón de Róterdam de 2013 por seis minutos y, más tarde, en la Maratón de Chicago, con 2:20:48 horas.
Al año siguiente, alcanzó el cuarto lugar en Boston con 2:20:41 hours (la pendiente y la naturaleza de la ruta de Boston implican que no sea considerada su mejor marca personal). Más tarde, en Nueva York, finalizó segunda por detrás de su compatriota Mary Keitany, cuyos tres segundos por delante de Sumgong igualaron al margen de victoria más corto de la historia. El 24 de abril de 2016, ganó la Maratón de Londres por 2:22:58 horas, pese a caer durante la carrera. Poco después, ganó la medalla de oro en la competición de maratón en los Juegos Olímpicos de Río de Janeiro 2016. Con esto, Sumgong se convirtió en la primera mujer keniana en ganar ese evento.